# Proteste in Iran del 20 giugno 1981
Le Proteste in Iran del 20 giugno 1981 furono causate dall'impeachment contro il Presidente Abolhassan Banisadr, inviso a Ruhollah Khomeyni.

## I fatti
Circa 500mila persone occuparono le strade di Teheran contro Khomeyni e la sua decisione di deporre Abolhassan Banisadr, con oltre un migliaio di arrestati, da 16 a 50 morti e 200 feriti causati dalla reazione delle forze dell'ordine. Molti degli arrestati furono successivamente condannati a morte.
Tra le principali organizzazioni della protesta figura il Mojahedin del Popolo Iraniano.